# Faisal bin Schamlan
Faisal bin Schamlan (arabisch فيصل بن شملان, DMG Faiṣal b. Šamlān; * 1934; † 1. Januar 2010 in Aden) war ein jemenitischer Politiker.

## Biografie
Shamlan nahm ursprünglich mehrere einflussreiche Positionen in der Verwaltung unter Präsident Ali Abdullah Salih ein und wurde von diesem 1994 zum Minister für Öl und Mineralien in dessen Kabinett berufen.
2006 war er gemeinsamer Kandidat der oppositionellen Vereinigten Versammlungsparteien (Joint Meeting Parties) bei der Präsidentschaftswahl und erreichte dabei 21,8 Prozent der Wählerstimmen, unterlag jedoch dem Amtsinhaber Salih deutlich, der 77,2 Prozent der Stimmen erzielte.
Er litt zuletzt an einem Hirntumor und kehrte nach mehrmonatigen Krankenhaus- und Operationsaufenthalten in Indien und Großbritannien erst zehn Tage vor seinem Tode in den Jemen zurück. An den Trauerfeierlichkeiten in Aden nahmen mehrere Tausend Menschen unter der Leitung führender Politiker der Vereinigten Versammlungsparteien teil.